# Ian Gougeon
Ian Gougeon (ur. 7 sierpnia 1945 w Kanadzie) – amerykański żeglarz lodowy klasy DN, czterokrotny mistrz świata. 
Jest ośmiokrotnym medalistą mistrzostw świata w tej klasie (czterokrotnym mistrzem świata), 16-krotnym medalistą mistrzostw Ameryki Północnej i mistrzem Ameryki Północnej juniorów (1964).